# Анора
Анора (на испански: Añora) е населено място и община в Испания. Намира се в провинция Кордоба, в състава на автономната област Андалусия. Общината влиза в състава на района (комарка) Вале де лос Педрочес. Заема площ от 111 km². Населението му е 1555 души (по преброяване от 2014 г.). Разстоянието до административния център на провинцията е 90 km.

## Демография
| 1998 | 1999 | 2000 | 2001 | 2002 | 2003 | 2004 | 2005 | 2006 | 2007 |
| ---- | ---- | ---- | ---- | ---- | ---- | ---- | ---- | ---- | ---- |
| 1628 | 1631 | 1618 | 1606 | 1582 | 1551 | 1536 | 1531 | 1534 | 1532 |